# Halesworth
Halesworth est une ville dans le Suffolk en Angleterre. Elle est située dans le district d’East Suffolk et située à 39.2 kilomètres d’Ipswich. Sa population est de 5454 habitants (2001) et 4726 (2011, Paroisse civile). Dans le Domesday Book de 1086, il a été énuméré comme Halesuuorda/Halesueurda/Healesuuorda.